# 小林有沙
小林 有沙（こばやし ありさ、1987年1月12日 - ）は、日本のピアニスト。ヴァイオリニストの小林美樹は実妹。

## 人物・来歴
静岡県浜松市
に生まれ、その後アメリカで生活し、帰国し4歳よりピアノを始める。

6歳より桐朋学園子供のための音楽教室(鎌倉教室)でソルフェージュを学ぶ。
桐朋女子高等学校音楽科を卒業後、桐朋学園大学音楽学部に進学したのち、ロームミュージックファンデーションより奨学金を得て、18歳よりベルリン芸術大学へ留学。卒業後、ウィーン国立音楽大学ポストグラドゥエートコースを経て、2013年活動の拠点を日本に移す。
帰国後、CD制作や銀座王子ホールやヤマハホールなどでのソロ・リサイタルをはじめ、ニューヨーク・フィルハーモニック首席奏者やウィーン・フィルハーモニー管弦楽団のコンサートマスター、シュトイデ氏率いるカルテットとの室内楽の共演、指揮者、山田和樹、瀬山智博、飯森範親の各氏と協奏曲を共演した。また、弦楽器奏者や管楽器奏者との共演ピアニストとしても活動している。
日本ショパン協会正会員、日本ピアノ教育連盟会員。

2018年より昭和音楽大学にて非常勤講師をつとめている。

## 師事歴
- 岡本美智子
- 有森博
- 伊藤恵
- 横山幸雄
- パスカル・ドヴォワヨン
- ヤン・ゴットリープ・イラチェック（ドイツ語版）
- ジャック・ルヴィエ
- 野平一郎
- 漆原啓子
- 向山佳絵子

## ディスコグラフィー

### アルバム
オクタヴィアレコードよりリリース。
レコード芸術誌の準特選盤に選ばれている。
|   | リリース年月 | 収録曲                                                                              | 共演者   |
| - | ------------ | ----------------------------------------------------------------------------------- | -------- |
| 1 | 2011年11月   | 「ショスタコーヴィッチ バイオリン協奏曲1番」 「プロコフィエフ バイオリンソナタ2番」 | 小林美樹 |
| 2 | 2013年12月   | 「シューマン Fantasie」「リスト 愛の夢3番」 他                                      |          |
| 3 | 2016年02月   | 「ラフマニノフ ピアノソナタ2番」 他                                                 |          |
| 4 | 2018年07月   | 「インテルメッツォ」 ピアノ名曲アルバム                                             |          |

## 受賞歴
- 全日本学生音楽コンクール高校の部3位
- 第1回クールシュベール音楽祭 in ともべ優秀音楽賞
- 2009年 横浜国際音楽コンクール5位、併せてリスト賞を受賞
- 2009年 ルーマニア国際音楽コンクール第3位
- 2010年 ウィーン・ディヒラー国際音楽コンクール第2位
- 2012年モロッコ王妃国際ピアノコンクールにて優勝、併せて最優秀ドビュッシー演奏家賞を受賞[5]